# Oxytheca perfoliata
Oxytheca perfoliata Torr. & A. Gray – gatunek rośliny z rodziny rdestowatych (Polygonaceae Juss.). Występuje naturalnie w południowo-zachodnich Stanach Zjednoczonych – w Kalifornii, Nevadzie, Utah oraz Arizonie. 

## Morfologia

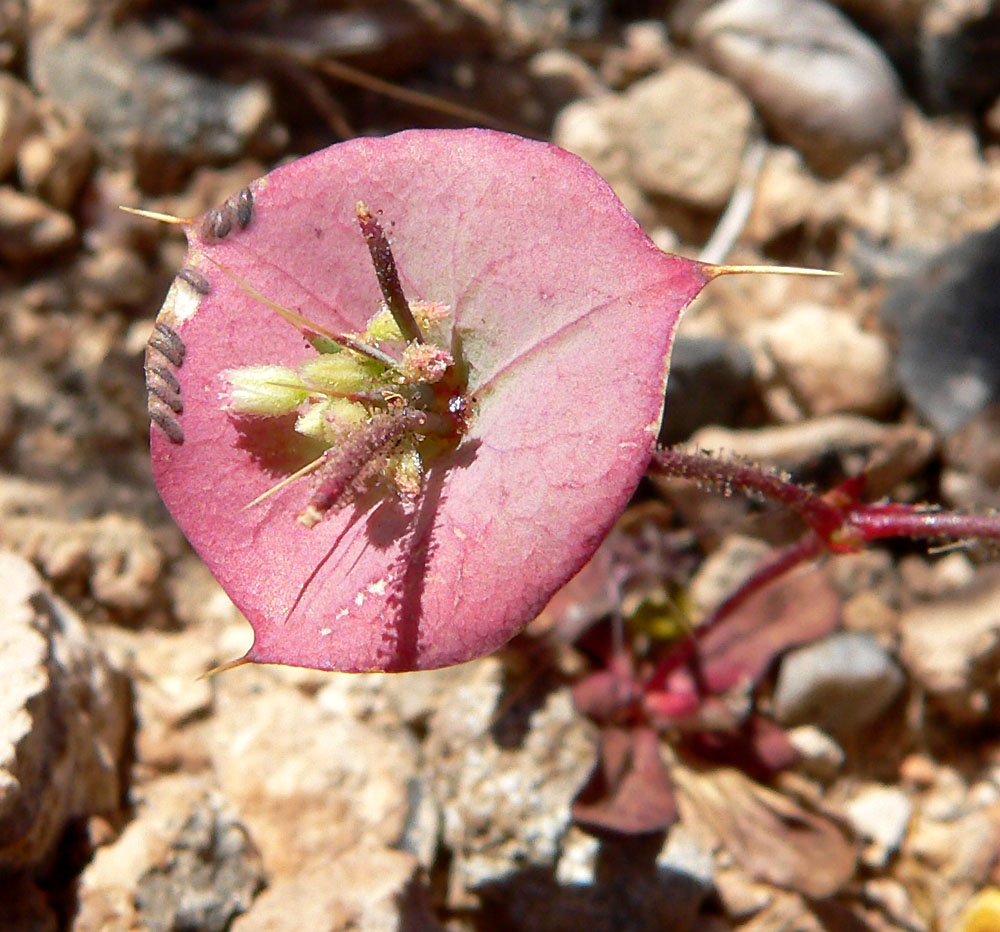
Kwiat gatunku

PokrójRoślina jednoroczna dorastająca do 5–40 cm wysokości. Pędy są gruczołowate.
LiścieIch blaszka liściowa ma kształt od łyżeczkowatego do podłużnego lub lancetowatego. Mierzy 10–60 mm długości oraz 3–15 mm szerokości, o ostrym wierzchołku.
KwiatyZebrane w wierzchotki o długości 8–17 cm, rozwijają się na szczytach pędów. Listki okwiatu mają kształt od lancetowatego do owalnego i białą, zielonkawą lub różową barwę, mierzą 1–2 mm długości.
OwoceTrójboczne niełupki osiągające 2–3 mm długości.

## Biologia i ekologia
Rośnie w zaroślach oraz na terenach skalistych. Występuje na wysokości od 600 do 1900 m n.p.m.

## Ochrona
Oxytheca perfoliata w Utah posiada status gatunku krytycznie zagrożonego.